# Funny Games
Funny Games är en österrikisk thrillerfilm från 1997 i regi av Michael Haneke. 10 år senare, år 2007, gjordes en amerikansk nyinspelning av filmen, kallad Funny Games U.S., även den regisserad av Michael Haneke men anpassad för en amerikansk publik. Filmerna är för övrigt identiska. Det som skiljer dem åt är språket och skådespelarna. Handlingen och scenerna är identiska med originalet. I den amerikanska versionen har Naomi Watts och Tim Roth rollerna som Anne och George. 
Funny Games var den första filmen av Michael Haneke som blev nominerad till att vinna Guldpalmen i Cannes 1997.

## Handling
George och Anne är på väg med sin son Georgie till sitt lyxiga sommarhus på landet för ett par veckors semester. Väl framme står Anne i köket och packar upp maten medan George och deras son håller på att sjösätta familjens båt. Plötsligt knackar det på dörren och där står det en ung vitklädd man som på ett försynt och väluppfostrat sätt ber om att få låna fyra ägg åt grannfrun som lagar mat. Klantigt nog tappar han äggen på vägen ut och lyckas även stöta ner parets telefon i vasken. När Anne vänligen ber honom att gå får han plötsligt sällskap av sin vän och tillsammans uppvisar dessa unga män inga som helst planer på att lämna huset de precis har intagit...

## Om filmen
Filmen är inspelad i Atelier Rosenhügel i Wien i Österrike. När den hade premiärvisning i Cannes 1997 ansåg delar av publiken den vara så stötande att flera lämnade salongen i protest mitt under visningen. 
För att inte omintetgöra filmens fulla verkan inför dess första publik hade regissören hemlighållit i stort sett allt som rörde handlingen, vilket är mycket ovanligt när en film presenteras på en festival. Trots att Funny Games innehåller långt mindre våld direkt synligt i bild än de flesta tv-deckare, thrillers eller krigsfilmer etablerar den en omvittnat tryckande atmosfär kring den tillfångatagna familjen och hanterar sin historia på ett helt annat sätt än vanliga thrillers gör. Genom att gå närmare familjens smärta och genom att bryta den fjärde scenväggen, dvs låta både offer och förövare agera som om de var medvetna om publiken i biosalongen, blir även det våld som inte syns i bild konkret och filmen diskuterar på detta sätt samtidigt frågor om hur våld ("underhållningsvåld") och offer-hjälte-skurk-klichéer används i filmer och massmedia.
Det är samma skådespelare (Ulrich Mühe) som spelar pappan George i Funny Games som spelar pappan i Bennys video. Likaså Arno Frisch, som spelar galningen Peter i Funny Games, är Benny i Bennys video.
Det finns även många intertextualiteter i filmen, främst till televisionen men även till litteratur. Dels hur Paul och Peter sällan kallar varandra sina riktiga namn utan använder sig av kända karaktärer från tv såsom Beavis och Butt-head och Tom och Jerry. I sista scenen, som utspelar sig i båten, har deras dialog en tydlig intertextuell koppling till Andrej Tarkovskijs film Solaris som i sin tur är baserad på boken Solaris skriven av Stanisław Lem.
Filmen hade premiär den 20 februari 1998 på Grand i Stockholm och Svea i Göteborg.

## Priser
Funny Games vann pris vid Chicago International Film Festival, där Michael Haneke tilldelades priset för bästa regissör 1997. Året därpå tilldelades Michael Haneke två priser för Funny Games vid den spanska filmfestivalen Fantasporto, dels International Fantasy Film Special Jury Award men även Critics' Award. Samma år tog han även hem FIPRESCI-priset vid Flanders International Film Festival.

## Mottagande
Funny Games har gått som bäst på biograferna i Frankrike där den sammanlagt har setts av 58 296 människor. I Tyskland nådde den en publik på sammanlagt 47 054.